# فرودگاه تاوان تولگوی
فرودگاه تاوان تولگوی (انگلیسی: Tavan Tolgoi Airport) یک فرودگاه است که در منطقه معدنی تاوان تولگوی در تسوگتستسی کشور مغولستان خدمت می‌کند.
فرودگاه تاوان تولگوی در ۱۰۰ کیلومتری شمال شرقی مرکز منطقه دالان‌زادغاد و ۴۶۲ کیلومتری جنوب پایتخت مغولستان، اولان‌باتور واقع شده است.